# Alí Manouchehri
Alí Manuel Manouchehri Moghadam Kashan Lobos (Viena, Austria, 2 de agosto de 1986) es un exfutbolista y político chileno nacido en Austria. Desde 2021 es alcalde de la comuna de Coquimbo.

## Trayectoria deportiva
Alí Manouchehri nació en Austria. De madre chilena y padre iraní, su familia se vio obligada a residir en el país europeo debido a la dictadura militar. A cuatro meses de su nacimiento, su padre fallece de un infarto. En 1988, se traslada desde Europa a Chile junto a su hermano Daniel Manouchehri, traídos por su madre y abuelos maternos. En Chile la familia se radica en Coquimbo. 
Es en esta ciudad donde empieza a dar sus primeros pasos a nivel deportivo. A los ocho años ingresa a la academia de Fútbol "Los Piratitas", lugar donde de la mano de su primer entrenador, Mario Chirinos, empezaría a señalarse como un jugador de proyección. A los catorce años entra a las divisiones inferiores de Coquimbo Unido, llevando la capitanía de la sub-20 del conjunto pirata y disputando varias veces las finales de los campeonatos infantiles. El 14 de octubre de 2003, a los 17 años, debuta con la camiseta del primer equipo de Coquimbo Unido, en la victoria por 2-1 ante Unión Española.
En 2005, en la ronda de repechaje, Alí hace historia al marcar el gol que clasificó a Coquimbo Unido a los playoffs del Apertura, cuando al minuto 96 convirtió el definitivo 2-1 ante Everton en el Estadio Francisco Sánchez Rumoroso. La campaña de los piratas terminó siendo una de las mejores en la historia del club, resultando subcampeones.
El año 2006 es un año positivo para el defensor, siendo convocado a la selección chilena sub-23. 
El primer semestre del 2007 jugó por el Levante B, regresando a Coquimbo Unido el segundo semestre. En dicho torneo marcó un autogol en el trascendental partido contra Ñublense, lo que sumado al empate de Deportes Puerto Montt, ocasionó el descenso de los piratas a la Primera B. A final de año, su pase fue comprado por un grupo de empresarios.
Firma un contrato por un año con Deportes Antofagasta.
En 2008 se desempeñó en el club O'Higgins de Rancagua de buenas campañas en el último tiempo, solo en la pretemporada, ya que debió regresar a Deportes Antofagasta, para cumplir su contrato, debido a que el club manifestó un reclamo a la ANFP, producto de incumplimiento de contrato con el equipo por un año.
El año 2009, la dirigencia de Coquimbo Unido gana una demanda que impuso ante la FIFA en contra del Levante, por los derechos de formación de Manouchehri. El club español deberá pagar 400 mil euros al cuadro aurinegro.
El 2010 ficha por el club Santiago Morning, y luego recala en Ñublense de Chillán hasta fines de 2011.
El 2012 es defensor del Deportes Concepción, disputando actualmente los primeros lugares de la Primera B donde Ali es una de las principales figuras del club.
El 2013 retorna a Coquimbo Unido, donde es campeón del 2014-C, pero no consigue ascender, al caer ante San Luis de Quillota.
En mayo del 2015, firma con Unión San Felipe. Luego de terminar contrato con Unión San Felipe, hace noticia internacional al subir un vídeo con su trayectoria a su Facebook, elaborado por la Agencia de Comunicación Social Mind, despertando el interés de diversos cuadros de América y Europa, finalmente fichando por el Boyacá Chicó de Colombia. 
En Boyacá Chicó, a pesar del descenso del club a final de temporada, recibió buenos comentarios de parte de la hincha, incluso siendo capitán del equipo.  El 28 de febrero de 2017 ficha por el Caudal de Mieres.  A mediados de 2017 llega a Deportes Pintana.
En 2018 vuelve a Coquimbo Unido, donde se consagra campeón de la Primera B de Chile 2018, retirándose del fútbol en el último partido del torneo.

## Selección nacional
Sus buenas actuaciones lo han hecho debutar el año 2005 con solo 18 años en las nóminas de la selección adulta en dos ocasiones. El año 2006 estuvo presente en todas las nóminas de la selección sub-23.

## Carrera política
Ali Manouchehri ha marcado un hito en la política municipal del norte de Chile. En 2021 irrumpió en la escena electoral como candidato independiente a la alcaldía de Coquimbo, enfrentando a un oficialismo local cuestionado por graves casos de corrupción y desconfianza ciudadana. Su candidatura representó una alternativa fresca, apartidista y comprometida con la transparencia, lo que le permitió ganarse rápidamente el respaldo de la comunidad, siendo elegido con más del 30% de los votos.
Al asumir como alcalde en julio de 2021, se encontró con una municipalidad en crisis: una deuda superior a los CLP $40.000.000.000,  servicios colapsados y una ciudadanía profundamente desencantada. Lejos de paralizarse ante ese escenario, Manouchehri impulsó un plan de recuperación financiera, modernización de la gestión pública y ejecución de obras con alto impacto social. En menos de tres años, logró reducir la deuda municipal en más de un 80%, transformando una institución al borde del colapso en un municipio ordenado, con políticas públicas activas y visibles en terreno.
Durante su primer periodo lideró proyectos emblemáticos, priorizó la inversión en seguridad, recuperación de espacios públicos, apoyo a la vivienda y fortalecimiento del vínculo directo con la ciudadanía. Su gestión fue ampliamente valorada por la comunidad coquimbana, lo que se reflejó en las elecciones municipales de 2024: Ali Manouchehri fue reelecto con el 64% de los votos, superando los 90.000 sufragios, convirtiéndose en el alcalde más votado en la historia de la Región de Coquimbo.
Su estilo cercano, enérgico y enfocado en la acción le ha permitido consolidarse como una de las figuras emergentes con mayor proyección dentro del escenario político regional y nacional.

## Clubes
| Club                 | País     | Año       |
| -------------------- | -------- | --------- |
| Coquimbo Unido       | Chile    | 2003-2006 |
| Levante UD B         | España   | 2007      |
| Coquimbo Unido       | Chile    | 2007      |
| Deportes Antofagasta | Chile    | 2008      |
| O'Higgins            | Chile    | 2008      |
| Coquimbo Unido       | Chile    | 2009      |
| Santiago Morning     | Chile    | 2010      |
| Ñublense             | Chile    | 2010-2011 |
| Deportes Concepción  | Chile    | 2012-2013 |
| Coquimbo Unido       | Chile    | 2013-2014 |
| Unión San Felipe     | Chile    | 2014-2016 |
| Boyacá Chicó         | Colombia | 2016      |
| Caudal Deportivo     | España   | 2017      |
| Deportes Pintana     | Chile    | 2017      |
| Coquimbo Unido       | Chile    | 2018      |

## Palmarés

### Campeonatos nacionales
| Título    | Club           | País  | Año    |
| --------- | -------------- | ----- | ------ |
| Primera B | Coquimbo Unido | Chile | 2014-C |
| Primera B | Coquimbo Unido | Chile | 2018   |

## Historial electoral
| Año  | Tipo                  | Territorio | Pacto                        | Partido | Votos  | %     | Resultado |
| ---- | --------------------- | ---------- | ---------------------------- | ------- | ------ | ----- | --------- |
| 2021 | Municipales a alcalde | Coquimbo   | Independiente fuera de pacto | Ind.    | 20 973 | 33.08 | Alcalde   |
| 2024 | Municipales a alcalde | Coquimbo   | Contigo Chile Mejor          | Ind.    | 90 586 | 63.54 | Alcalde   |